# Zoheir El Ouarraqe
Zoheir El Ouarraqe (ur. 8 maja 1991) – francuski zapaśnik walczący w stylu wolnym. Siódmy na mistrzostwach świata w 2013. Brązowy medalista mistrzostw Europy w 2014. Dziesiąty na igrzyskach europejskich w 2015. Triumfator igrzysk śródziemnomorskich w 2013 roku.